# 南陽警察署
南陽警察署（なんようけいさつしょ）は、山形県警察が管轄する警察署の一つである。

## 管轄区域
- 南陽市
- 東置賜郡高畠町

## 所在地
- 山形県南陽市椚塚1618番地

## 沿革
- 1874年（明治7年）：米沢警察署赤湯分署として開署
- 1891年（明治24年）：東置賜郡警察署に改称
- 1902年（明治35年）：赤湯警察署に改称
- 1967年（昭和42年）：市制施行と併せて現在の名称に改称
- 1993年（平成5年）：現在地に新築移転、同時にかつて米沢市相生町に存在した交通機動隊置賜方面隊が当署内に移転(その後中央方面隊置賜小隊に縮小を経て中央方面隊に統合される形で廃止)
- 2004年（平成16年）11月1日：沖郷駐在所廃止[1]
- 2017年（平成29年）4月1日：梨郷駐在所廃止[2]
- 2020年（令和2年）4月1日：亀岡駐在所・和田駐在所を廃止し、高畠南駐在所を設置[3]

## 交番

### 南陽市
- 宮内交番 - 南陽市宮内1187-8

### 高畠町
- 高畠交番 - 東置賜郡高畠町大字泉岡418-3

## 駐在所

### 高畠町
- 高畠南駐在所 - 東置賜郡高畠町大字元和田621-1
- 二井宿駐在所 - 東置賜郡高畠町大字二井宿2839-3
- 糠野目駐在所 - 東置賜郡高畠町大字上平柳1988-3